# Stalden
Stalden (toponimo tedesco) è un comune svizzero di 1 119 abitanti del Canton Vallese, nel distretto di Visp.

## Storia
Il comune di Stalden è stato istituito nel 1805 con la fusione dei comuni soppressi di Chinegga e Stalden Dorfmark; nel 1817 ha inglobato l'altro comune soppresso di Niederrusen (oggi Neubrück).

## Monumenti e luoghi d'interesse

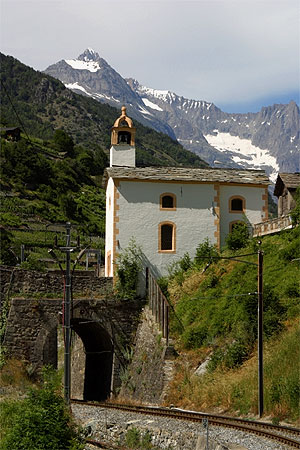
La chiesa di San Michele

- Chiesa parrocchiale cattolica di San Michele, ricostruita nel 1777[1].

## Società

### Evoluzione demografica
L'evoluzione demografica è riportata nella seguente tabella:
Abitanti censiti

## Infrastrutture e trasporti

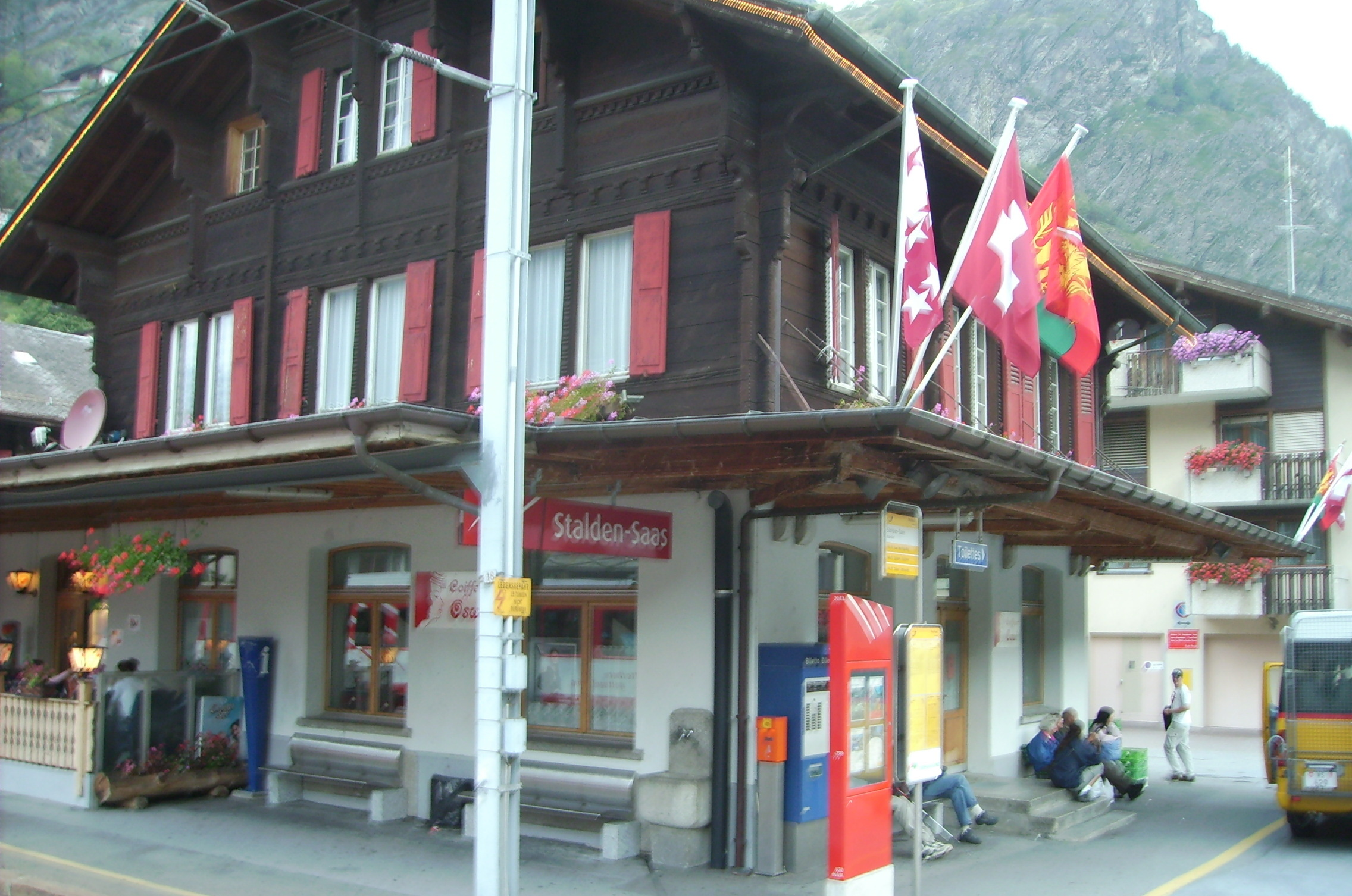
La stazione di Stalden-Saas

Stalden è servito dalla stazione di Stalden-Saas, sulla ferrovia Briga-Visp-Zermatt.

## Amministrazione
Ogni famiglia originaria del luogo fa parte del cosiddetto comune patriziale e ha la responsabilità della manutenzione di ogni bene ricadente all'interno dei confini del comune.